# 平方厘米

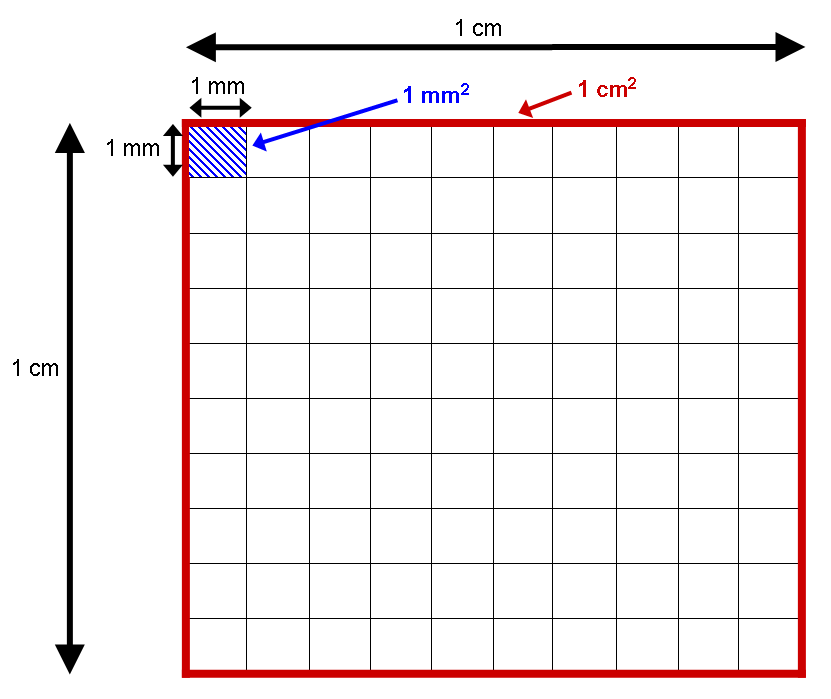
1平方公分與1平方毫米的比例示意圖

平方厘米（平方公分）（符號為cm²）是面積的公制單位（SI Unit），其定義是「邊長為1厘米的正方形的面積」。

## 單位轉換
| 1平方厘米(1cm²)等於： - 0.0001m² - 100mm² - 0.0001公畝 - 0.000001公頃 - 0.0000002471英畝 - 0.00003025坪 - 0.0001196平方碼 - 0.00107584平方英尺 - 0.155平方英寸 | (1m²=10000cm²) (1mm²=0.01cm²) (1公頃=100000000cm²) (1公畝=1000000cm²) (1英畝=40468600cm²) (1坪=33058cm²) (1平方碼=08361.20cm²) (1平方英尺=00929.51cm²) (1平方英寸=00006.45cm²) |

## 参見
- 国际单位 - 长度单位 - 时间长度比较 - 数量级 - 单位转换
- 平方千米 - 公頃 - 公畝 - 平方公尺 - 平方厘米 - 平方毫米